# Cynodonteae
Cynodonteae es una tribu perteneciente a la subfamilia Chloridoideae dentro de la familia de las gramíneas.

## Géneros
- Acrachne, Aegopogon, Aeluropus, Allolepis, Apochiton, Astrebla, Austrochloris, Bealia, Bewsia, Blepharidachne, Blepharoneuron, Bouteloua, Brachyachne, Brachychloa, Chaboissaea, Chloris, Chrysochloa, Coelachyrum, Craspedorhachis, Ctenium, Cynodon, Dactyloctenium, Dasyochloa, Dignathia, Dinebra, Diplachne, Disakisperma, Distichlis, Eleusine, Enteropogon, Eragrostiella, Erioneuron, Eustachys, Gouinia, Gymnopogon, Harpochloa, Hilaria, Jouvea, Kengia, Leptochloa, Lepturidium, Lepturus, Lintonia, Lopholepis, Lycurus, Melanocenchris, Microchloa, Monelytrum, Monodia, Mosdenia, Muhlenbergia, Munroa, Neesiochloa, Neobouteloua, Neostapfia, Orcuttia, Orinus, Oxychloris, Pappophorum, Pereilema, Perotis, Pleuraphis, Polevansia, Redfieldia, Rheochloa, Schaffnerella, Schedonnardus, Schoenefeldia, Sclerodactylon, Scleropogon, Sohnsia, Swallenia, Symplectrodia, Tetrapogon, Tragus, Trichloris, Trichoneura, Tridens, Trigonochloa, Triodia, Triplasis, Tripogon, Tuctoria, Vaseyochloa, Willkommia